# Staurastrum inconspicuum
Staurastrum inconspicuum là một loài Song tinh tảo trong họ Desmidiaceae, thuộc chi Staurastrum.